# Galleria degli Antichi in Palazzo del Giardino
Galleria degli Antichi (Stara galerija) in Palazzo del Giardino (Palača s parkom) sta sosednji, sodobni, renesančni stavbi na Vojaškem trgu (Piazza d'Armi)  v Sabbioneti v pokrajini Mantovi v deželi Lombardiji v Italiji. Pred letom 1797 so bile stavbe povezane z gradom na skali (Rocca) ali gradom v Sabbioneti (razdejala ga je Napoleonova vojska med obleganjem Mantove). V galeriji so bile nekoč zbirka antičnih rimskih kipov in Gonzagove lovske trofeje. Medtem ko je arhitekturna zasnova galerije presenetljiva, je tudi bogastvo notranje dekoracije palače bleščeče.

## Galerija
Galerija je bila včasih hodnik, poravnan v smeri jug–sever, povezan je bil z velikim gradom v Sabbioneti, ki je stal znotraj obzidanega mesta. Opisan je kot "velik koridor" gradu, zgrajen iz kamna in opeke v letih 1584 do 1586. Povezuje se z zunanjo palačo s parkom, ki je bila z drugim portikom (corridor piccolo) povezana z gradom. Zbirko kipov je v 16. stoletju dobil Vespazijan I. Gonzaga  od trgovca starin in zbiralcev severne Italije, veliko je tudi njegov oče odnesel po plenjenju Rima leta 1527. Lovske trofeje izvirajo iz imperialnih zbirk v Pragi. Večina te zbirke je ostala v palači do leta 1773, ko so jih avstrijske oblasti prenesle v Mantovsko akademijo, kar je galeriji pustilo elegantno, a prazno lupino nekdanje države. Leta 1915 je preimenovana Vergilova akademija odstopila zbirko občini, ki je od takrat preseljena v vojvodsko palačo v Mantovi. Veliko kosov je bilo prodanih ali uplenjenih (1630) med nasledstveno vojno Mantovčanov.
Dekoracija ozke galerije s freskami je iz leta 1587, delo Giovannija in Alessandra Albertija, vključenih je tudi nekaj arhitekturnih iluzij.

## Palača s parkom
Zunanjost palače ni nič posebnega, bela stavba, poravnana v smeri vzhod–zahod in stoji na južnem koncu galerije. Stavba je bila postavljena med letoma 1580 do leta 1588. Zunanjost je zdaj beli štuk, a je bila po končani gradnji okrašena z geometrijskimi vzorci. Ima dva formalna kamnita vhodna portala in rezbarjen venec (1583). Notranjost je bogato poslikana; slike so dokončali (1582–1587) slikarji, ki jih je vodil Bernardino Campi. Vsaka soba ima posebno prevladujočo temo, a celota je pomemben vzorec klasične poganske antične mitologije.
Po marmornem stopnišču se pride do Cesarjeve sobice (Camerino dei Cesari) v prvem nadstropju (piano nobile). Na steni je Zmagoslavni Rim s krilato Zmago, ki jo obdajata dva ukročena kamnita barbara. Peristil ima portrete šestih cesarjev. Prostor je okrašen z groteskami. Predstavitev Slave in fanta, ki igra činele, dopolnjujejo prostor.
Naslednja soba se imenuje Bavkida in Filemon. V središču je Gonzagov grb, ki ga obdajata dva žerjava in dva leva, simbola budnosti in moči. Štukaturne okvirje je oblikoval Giovanni Francesco Bicesi, imenovan tudi Il Fornarino. Posamezne plošče, ki prikazujejo prizore iz zgodbe Filemon in Bavkida v Ovidovih Metamorfozah, je naslikal Bernardino Campi. Dolge stene prikazujejo Circus Maximus in Circus Flaminius, med okni pa je mestna perspektiva iz gledališča. Leta 1584 so v prostor postavili marmorni kamin.
V naslednji sobi, imenovani Soba mitov (Camera dei Miti), so bili včasih v nišah doprsni kipi, kipi in slike Gonzagovih posesti. V oboku so pozlačeni štukaturni okvirji Pietra Martireje Pesentija, ki jih je poslikal Campi, in prikazujejo:
1. Filiro zapelje Saturn kot konj, medtem ko Kupid spi pod lovorjem
2. Dedal in Ikar
3. Arahna in Minerva
4. Padec Faetonta
5. Kaznovanje Marsija

Talne ploščice in marmorne police so bile leta 1773 premaknjene v vojvodsko palačo v Mantovi.
Skozi majhen hodnik, okrašen s fresko o Orfejevem mitu, je en vstop v vojvodov studiolo (kabinet). Tukaj ovalni okvirji prikazujejo glavne vrline z gosto dekoracijo klasičnih slik. Pri tem je Campiju pomagal Carlo Urbino. Drugi hodnik, ki je spet poslikan z Orfejem, vodi v dvorano ogledal. Na daljših stenah so naslikani trofeje in orožje ter štiri plošče, ki prikazujejo mit o Parisu. V lokih dvoriščnih zidov so bila ogledala iz beneškega stekla, ki so jih uporabljali za vrata omar. Na policah okrog vrat so bila poprsja. Ploski reliefi na oknih prikazujejo prizore iz rimskega življenja, izdelal jih je štukaturni umetnik Bartolomeo Conti, medtem ko so pokrajine pripisane flamskemu slikarju Janu Soensu.
Naslednja soba je Sobica treh Gracij (Camerino delle Grazie), ki jo je okrasil Fornarino. Stene so bogato okrašene z groteskami in mitološkimi figurami, kot so Apolon, tri Gracije, Diana iz Efeza in Venera s Kupidom. V oboku so pozlačeni okviri štukature, v središču je Meduza. Končno, majhno stopnišče, pobarvano z bršljanom, pripelje do garderobe, imenovane Venerina soba.
Ostanki nekdanjega italijanskega vrta so vidni skozi okna dvorane ogledal, le nekaj jam z nišami. Srednja ima marmorno školjko. V 16. stoletju so vrtovi imeli poti, obdane z drevesi, vrtna fasada pa je imela skulpture v nišah.